# Barranc de les Fonts (Xerta)
El barranc de les Fonts, en l'últim tram també conegut com a barranc de l'Arram (ja que travessa aquesta antiga finca) és un barranc que discorre pels termes municipals de Paüls i Xerta, a la comarca catalana del Baix Ebre.
A la part de Paüls s'alimenta dels barrancs del Montsagre, del Morellà, del Salt, del Canal de Grau i de la Vall d'Infern. Abans d'entrar al terme municipal de Xerta es troben al fons del barranc les deus de les Fonts dels Ullals o de les Fonts de Paüls, on hi ha uns brolladors (ullals) d'aigua força importants. L'usdefruit d'aquesta deu el gaudeix la vila de Xerta des que el rei Pere el Cerimoniós concedís un reial privilegi als xertolins el 1383. Actualment s'utilitza per abastir a la població d'aigua potable i per al regadiu de l'horta mitjançant una important infraestructura de canalització gestionada per la Comunitat de Regants local.
Abans de desembocar al riu Ebre, un quilòmetre més amunt de l'Assut de Xerta, el barranc forma una vall on hi ha el mas de l'Arram, pertanyent a un antic terme del municipi de Xerta. El lloc on el barranc aboca al riu es coneix com la Caldera de l'Arram i és un dels llocs on l'Ebre té més profunditat (uns 20 metres).